# Don Juan DeMarco (soundtrack)
Don Juan DeMarco is de originele soundtrack, gecomponeerd en gedirigeerd door Michael Kamen voor de film Don Juan DeMarco uit 1995 van Jeremy Leven. Het album werd uitgebracht op 18 april 1995 door A&M Records.
De partituur werd uitgevoerd door het London Metropolitan Orchestra. De opnames vonden plaats in de Abbey Road Studios en AIR Lyndhurst Studios. De muziek is opgenomen en gemixt door Stephen McLaughlin.
Het album bevat het originele nummer van Bryan Adams, "Have You Ever Really Loved a Woman?"; de tekst bevat citaten van Johnny Depps personage en de melodie wordt in de hele film gebruikt als muzikaal motief. Daarnaast wordt het nummer zelf drie keer uitgevoerd, een keer door Selena en een mariachiband die de personages in het Spaans serenadeert, een keer door Jose Hernandez en Nydia, als achtergrondmuziek (opnieuw in het Spaans) en een keer door Bryan Adams tijdens de aftiteling.

## Tracklijst
Alle muziek en teksten zijn geschreven door Michael Kamen, tenzij anders vermeld. 
| 1.                 | Have You Ever Really Loved a Woman? – Bryan Adams (geschreven door Bryan Adams, Michael Kamen en Robert Lange) | 4:51 |
| 2.                 | Habanera | 2:08 |
| 3.                 | Don Juan | 4:08 |
| 4.                 | I Was Born In Mexico                                                                                           | 2:25 |
| 5.                 | Has Amado Una Mujer De Veras?                                                                                  | 2:45 |
| 6.                 | Dona Julia | 4:58 |
| 7.                 | Don Alfonso | 6:47 |
| 8.                 | Arabia | 7:53 |
| 9.                 | Don Octavio Del Flores                                                                                         | 1:46 |
| 10.                | Dona Ana | 7:31 |
| Totale duur: 45:12 | |      |

## Hitnoteringen

### VlaamseUltratop 100 Albums
| Hitnotering: 12-08-1995 | Hitnotering: 12-08-1995 | Hitnotering: 12-08-1995 |
| Week:                   | 1                       |                         |
| ----------------------- | ----------------------- | ----------------------- |
| Positie:                | 48                      | uit                     |

## Prijzen en nominaties
De belangrijkste:
| Jaar | Prijs                   | Categorie                                                             | Genomineerde(n)                                                                                   | Uitslag     |
| ---- | ----------------------- | --------------------------------------------------------------------- | ------------------------------------------------------------------------------------------------- | ----------- |
| 1996 | Academy Awards (Oscars) | Beste originele nummer                                                | "Have You Ever Really Loved a Woman?" muziek en tekst: Bryan Adams, Michael Kamen en Robert Lange | Genomineerd |
| 1996 | Golden Globes           | Beste filmmuziek                                                      | Michael Kamen                                                                                     | Genomineerd |
| 1996 | Golden Globes           | Beste filmsong                                                        | "Have You Ever Really Loved a Woman?" muziek en tekst: Bryan Adams, Michael Kamen en Robert Lange | Genomineerd |
| 1996 | Grammy Awards           | Best Song Written Specifically for a Motion Picture or for Television | "Have You Ever Really Loved a Woman?" muziek en tekst: Bryan Adams, Michael Kamen en Robert Lange | Genomineerd |